# Foucaucourt-sur-Thabas
Foucaucourt-sur-Thabas település Franciaországban, Meuse megyében. Lakosainak száma 61 fő (2022. január 1.). Foucaucourt-sur-Thabas Waly, Autrécourt-sur-Aire, Beaulieu-en-Argonne, Brizeaux, Èvres, Nubécourt és Seuil-d’Argonne községekkel határos.

## Népesség
A település népességének változása:
| Lakosok száma | 87   | 73   | 61   | 60   | 56   | 57   | 57   | 58   | 60   | 61   |
|               | 1968 | 1982 | 1990 | 2006 | 2013 | 2015 | 2017 | 2019 | 2020 | 2022 |